# Onze-Lieve-Vrouw Hemelvaartkerk (Den Haag)
De Onze Lieve Vrouw Hemelvaartkerk is een rooms-katholieke kerk in Loosduinen in de Nederlandse stad Den Haag. De kerk hoort bij de geloofsgemeenschap van "Maria van Eik en Duinen", onderdeel van de parochie Parochie de Vier Evangelisten.
De kerk staat aan de Loosduinse Hoofdstraat. Iets verderop, aan dezelfde kant van de straat, staat sinds 1955 het Haags bevrijdingsmonument.

## Geschiedenis
In 1580 ging de tot dan toe Rooms Katholieke Abdijkerk officieel over in hervormde handen. Dat gebeurde door de bevestiging van ene Jakobus Meursius (Van Meurs) uit Utrecht als predikant. Een behoorlijk deel van de Loosduinse bevolking bleef Katholiek. Maar het duurde tot 1785 voordat ze weer de beschikking kregen over hun eigen kerkje. De eerste pastoor was Bernardus Ocke. Dit oude kerkje lag tegenover de huidige OLV-Hemelvaartkerk. Aangenomen wordt dat het orgel uit de oude kerk geplaatst is in de nieuwe kerk.

#### 1881
De OLV-Hemelvaartkerk werd in 1881 gebouwd naar ontwerp van Evert Margry, een leerling van Pierre Cuypers. De bouw door de Limburgse firma Van Groenendael duurde slechts achttien maanden. Het is een driebeukige, neogotische kruisbasiliek met in de transepten en apsis fraaie glas-in-loodramen. De kerk is opgetrokken uit bakstenen en is gefundeerd door 603 rechte palen van grenenhout. De muur- en plafondbeschilderingen alsmede de 14 kruiswegstaties zijn van de Amsterdamse schilder Jan Dunselman. De muurschilderingen zijn in de jaren zestig onder een laag stuc verdwenen. In 1990 zijn deze in ere hersteld en is bovendien het fraaie beschilderde houten gewelf schoongemaakt. Ook zijn de kruiswegstaties gerestaureerd.
Het dak en de spits van de achthoekige traptoren zijn bedekt met leien. Opvallend is de ranke toren aan de westzijde met zijn overgang van vierkante onderbouw tot de bovenste achtkante klokkenetage. Links en rechts van het koor zijn rechthoekige kapellen.

#### 1903
In 1903 boden de parochianen hun pastoor een nieuw orgel aan. P.A. de Bruijn vierde zijn zilveren pastoraat. Het orgel werd geplaatst door de firma Maarschalkerweerd. Aan de voorkant staat de tekst "Jubilanti pastori - grati parochiani". Dit moderne orgel had pneumatische tractuur. In de loop der jaren is veel aan het orgel vernieuwd en in 1966 werd het geheel gerestaureerd. Het is onbekend wie de kas heeft gemaakt. In 1986 werd het orgel van de hoge koorzolder verplaatst naar het linker transept. De kas werd vernieuwd, maar de oude voorkant met de spreuk werd behouden. Deze verplaatsing en restauratie werden uitgevoerd door orgelbouwer P.C. Bik te Leiden. Momenteel is het orgel in onderhoud bij de firma Adema te Hillegom. Vaste organist van de parochiekerk is André Vis.

#### 1993
De kerk wordt een gemeentelijk monument. In de tijd dat de kerk gebouwd werd, was het de kerk van de zelfstandige gemeente Loosduinen. In 1923 werd Loosduinen door Den Haag geannexeerd.

#### 2006
In 2006 bestond deze kerk 125 jaar. Het feestjaar werd afgesloten met het uitgeven van een herinneringsboek, waarvan pastoor Groenewegen een exemplaar overhandigde aan burgemeester Deetman.

#### 2009
Op 13 september 2009 vond in de H. Pauluskerk in de Vruchtenbuurt de laatste eucharistieviering plaats. Daarna werd de kerk aan de eredienst onttrokken en liepen de parochianen, begeleid door Mgr. van Luyn, bisschop van Rotterdam, naar de OLV Hemelvaart kerk. Zelf namen de Paulusparochianen het Allerheiligst Sacrament, de bijbel en enkele relikwieën mee, die onder het altaar zijn geplaatst. De twee parochies werden samengevoegd. Tevens is het Paulusbeeld van de Pauluskerk verhuisd naar de tuin van de Hemelvaartkerk.